# Veronica Werckmeister
Veronica Werckmeister Lacarra (Los Angeles, Estats Units, 30 de maig de 1972) és una pintora, muralista i directora del projecte Itinerari Muralístic de Vitoria-Gasteiz.

## Biografia
Veronica Werckmeister va néixer a Califòrnia en 1972. És filla d'Eukene Lacarra Lanz, catedràtica emèrita de Literatura Medieval Espanyola a la Universitat del País Basc i d'Otto Karl Werckmeister, historiador de l'art alemany. Ha viscut a Chicago, Berlín, Oakland, Nova York, Barcelona i finalment a Vitoria-Gasteiz. És llicenciada en Història i Literatura per la Universitat de Northwestern, Evanston, IL.

## Trajectòria
Va començar la seva marxa en el muralisme públic a Los Angeles el 1993 on va treballar a l'SPARC (Social and Public Art Resource Center). Ha pintat murals públics i privats a Chicago, Nova York, San Francisco, Philadelphia, Boston, Barcelona, Lleida, Vitòria-Gasteiz, etc. La seva obra personal s'emmarca conceptualment en el sociopolític i formalment en l'atracció al color, a la textura i el figuratiu.
El 2001 juntament amb la seva germana Christina Werckmeister van obrir un estudi de pintura i interiorisme al casc vell de Vitoria-Gasteiz. I en 2007, les germanes Werckemeister juntament amb Brenan Duarte van fundar l'Itinerari Muralístic de Vitòria-Gasteiz amb la finalitat de dotar a la ciutat de Vitòria-Gasteiz amb un espai obert de participació i creació. Des del 2007 la iniciativa ha creat 12 tallers de muralisme públic a gran escala al Nucli històric de la ciutat, en els quals han participat més de 500 persones. A més han realitzat murals en centres educatius de la ciutat i en l'entorn rural de la província. En 2013 l'experiència del muralisme comunitari es va estendre al barri obrer de Zaramaga de Vitòria-Gasteiz, on des de 2013 s'han creat anualment murals col·laboratius.

## Obres

### Muralisme participatiu

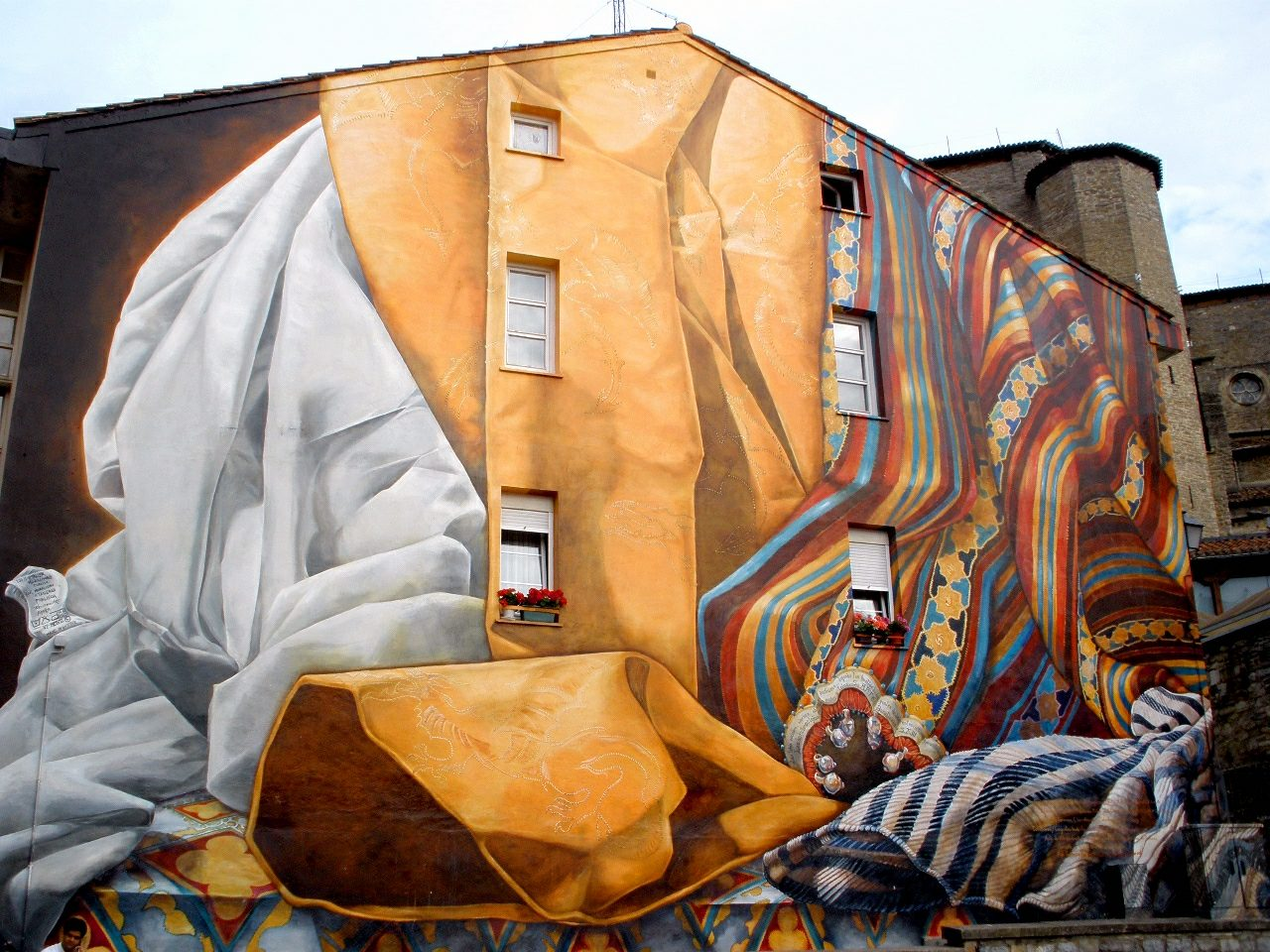
Vitòria - Plaza de les Burullerias ('Al fil del temps')

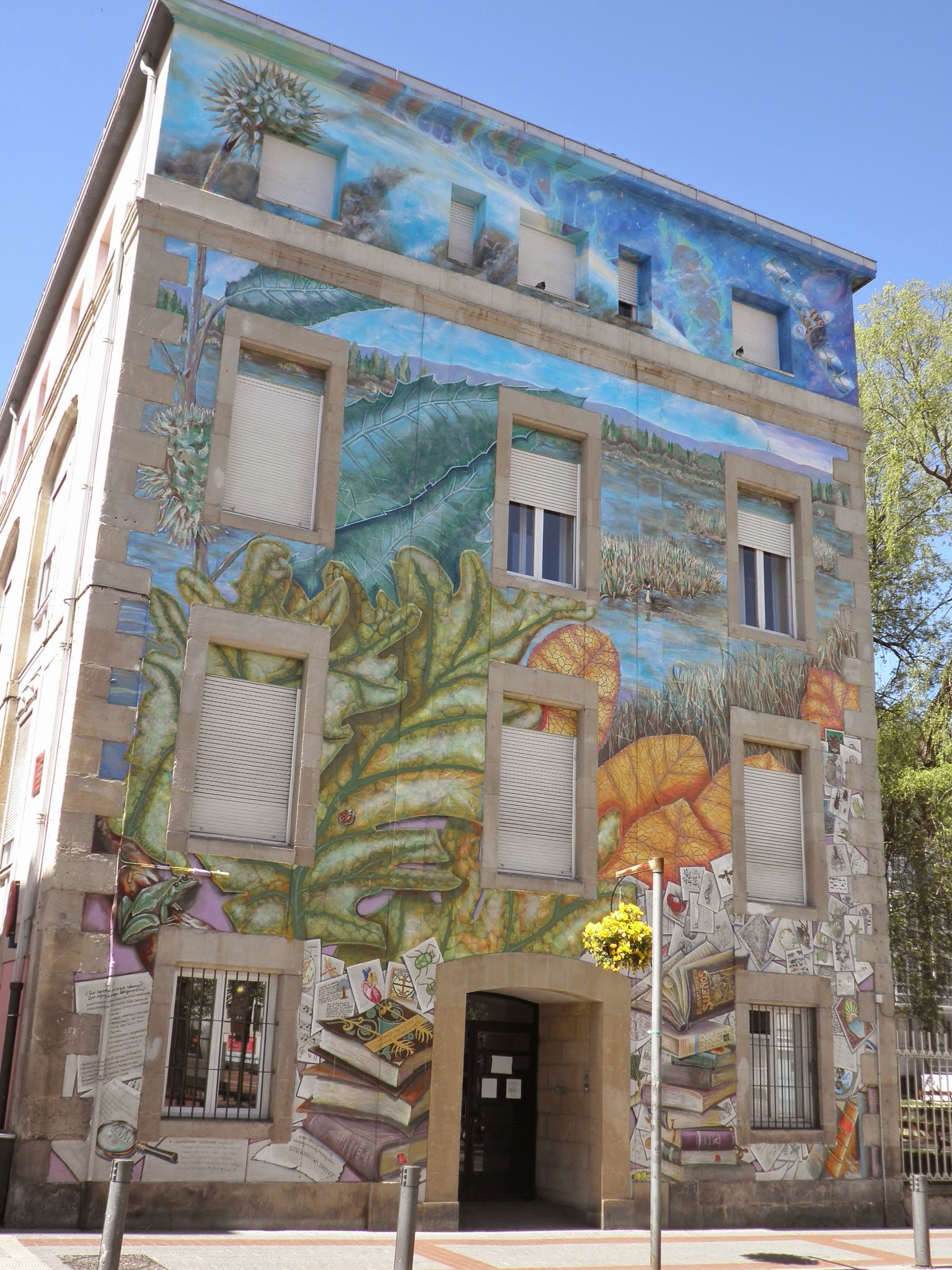
IMVG Què farem amb el que sabem?, 2011

- Directora del projecte IMVG en Zaramaga. 2014-2016
- Mural i mosaic participatiu a Tolosa en 2016.[6]
- Mural col·laboratiu en Lamuza, Llodio en 2016[7] i en Iurreta en 2014-2015.[8]
- Assistent del taller del mural No hi ha present ni futur sense memòria en 2013.[9]
- Directora de tallers de muralisme: Giltza Bat (Bilbao) en 2012,[10] Zuñiga en 2012,[11] Argomaniz en 2012,[12] Alegría en 2012,[13] Adana en 2012,[14] Som Aigua/Som Art en 2011,[15] Que farem amb el que sabem? en 2011,[16]  Ordoñana en 2010,[17] Continents en 2008,[18] Al Fil del Temps en 2007,[19] Vitòria en la Diana en 2005.
- És la directora artística del programa que gestiona el IMVG per al Departament d'Educació de l'Ajuntament de Vitòria-Gasteiz: Muralismo en centres escolars.[20]

### Individuals

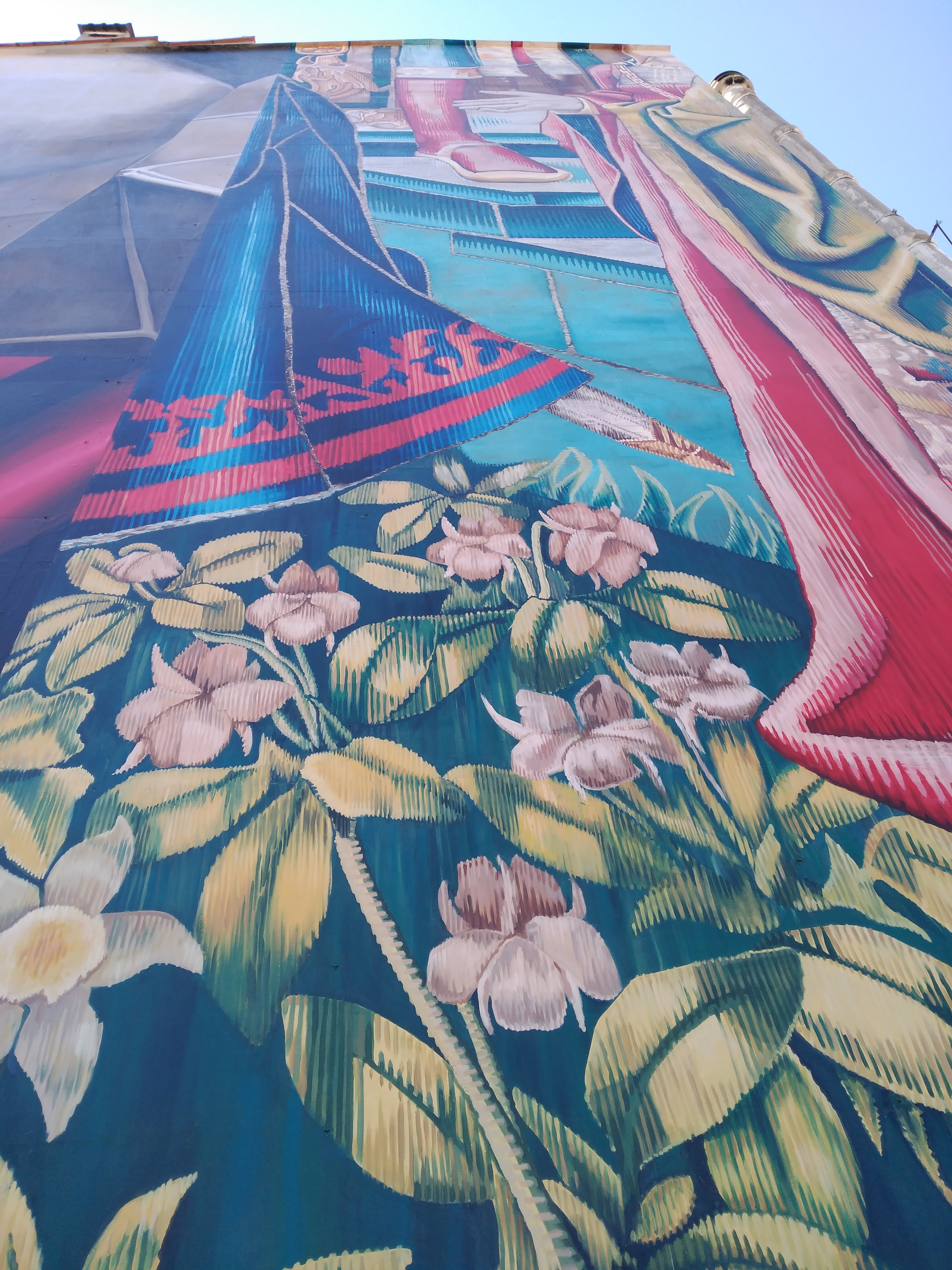
Folds, 2016

- Folds. Proposta artística al centre històric de Lleida. Lleida, 2015-2016.[21]
- MartxoakHiru. Memorial 3 de març. Vitòria-Gasteiz, 2016.[22]
- Els arbres SÍ ens deixen veure el bosc. Arcs de Quejana, 2015.[23]
- Escull una carta. Col·laboració amb l'ONG Medicus Mundi. Centre Cultural Montehermoso, Vitòria Gasteiz, 2015-2016.[24]
- Lionel Hampton in Harlem. NYC, EUA, 2014.[25]